# (8079) Bernardlovell
(8079) Bernardlovell ist ein Asteroid des inneren Hauptgürtels, der am 4. Dezember 1986 vom US-amerikanischen Astronomen Edward L. G. Bowell an der Anderson Mesa Station (IAU-Code 688) des Lowell-Observatoriums in Coconino County entdeckt wurde.
Der Asteroid wurde am 26. Juli 2000 nach dem britischen Astronomen und Wegbereiter der Radioastronomie Bernard Lovell (1913–2012) benannt, der das Jodrell-Bank-Radioobservatorium der Universität Manchester in Großbritannien gründete und von 1969 bis 1971 Präsident der Royal Astronomical Society war.